# Ugolino (Drama)
Ugolino. Eine Tragödie in fünf Aufzügen ist ein Drama von Heinrich Wilhelm von Gerstenberg. Die 1768 anonym veröffentlichte Tragödie erzählt die Geschichte des Grafen Ugolino, der zusammen mit seinen Söhnen eingekerkert und dem Hungertod überlassen wurde. Sie gilt als Hauptwerk von Gerstenbergs und als Vorläufer des Sturm und Drang.

## Handlung

### Vorgeschichte
Im ausgehenden 13. Jahrhundert herrschen im italienischen Pisa blutige Parteifehden zwischen den Guelfen und den Ghibellinen, die beide die Herrschaft über die Stadt haben wollen. Ugolino, Oberhaupt der guelfischen Partei, wurde nach einigen Anstrengungen zum Stadtherrn. Um der uneingeschränkte Herrscher zu bleiben, verbündet er sich mit seinem Todfeind Erzbischof Ruggieri Ubaldini. Doch der Bischof täuscht ihn und hetzt die Pisaner heimlich gegen ihn auf. Im folgenden Volksaufstand werden Ugolino und seine Söhne in einen Turm gesperrt und der Turmschlüssel im Arno versenkt.
Diese Vorgeschichte wird von Gerstenberg nicht erzählt, da der Stoff Dantes Divina Commedia (Inferno XXXII/XXXIII) entnommen und demnach als bekannt vorausgesetzt wurde. Gerstenberg beginnt dementsprechend ohne Exposition im Kerker und schildert nur das Ende des Leidensweges von Ugolino und seinen Söhnen, die, einer nach dem anderen, im Turm den Tod finden.

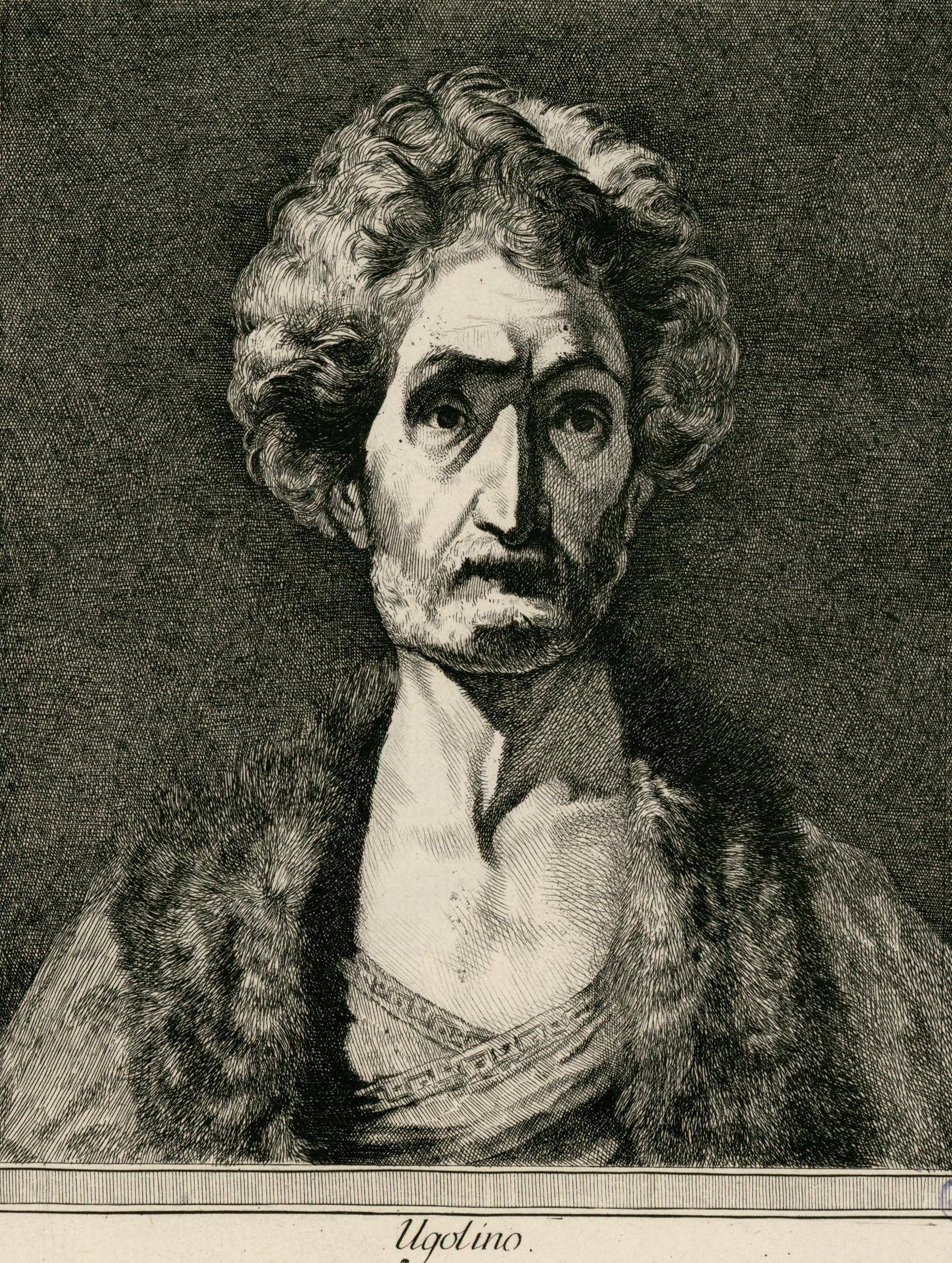
Porträt Ugolino della Gherardescas in Johann Caspar Lavaters Physiognomischen Fragmenten, um 1775.

### Inhalt
Nachdem Ugolino und seine drei Söhne Francesco, Anselmo und Gaddo nach einem von Erzbischof Ruggieri Ubaldini geschürten Volksaufstand überwältigt und eingekerkert wurden, versucht zunächst der älteste Sohn, Francesco, aus dem Turm zu entkommen. Doch kurze Zeit später werden er und Ugolinos Frau in einem Sarg in den Kerker gebracht, die Frau tot, der Sohn vergiftet. Vor Verzweiflung und vor allem auf Grund von Nahrungsmangel verlieren die anderen allmählich den Verstand und können ihr Denken und Handeln kaum noch kontrollieren. Deliriumsartige Monologe folgen, ebenso Wahnvorstellungen und fetzenhafte Erinnerungen an vergangene glücklichere Zeiten. Die Emotionen schwanken zwischen empfindsamer Liebe zueinander, Verzweiflung und Wut und finden im Kannibalismus ihren Höhepunkt, als der ausgehungerte, dreizehnjährige Anselmo über die tote Mutter herfällt und seinen Vater mit einem Dolch attackiert. Ugolino tötet daraufhin seinen Sohn im Wahn, den Erzbischof vor sich zu haben. Schließlich stirbt auch noch der jüngste Sohn Gaddo an Entkräftung. Alleine harrt Ugolino nun bis zu seinem eigenen Ende aus.

## Besonderheiten
Die Handlung des Ugolino wird zwar im traditionellen Fünfaktschema erzählt und auch Raum und Zeit sind streng begrenzt, dennoch verzichtet Gerstenberg auf den klassizistischen Regelkanon: Es gibt weder Requisiten, noch ein großes Figurenensemble, das gesamte Konzept ist geradezu minimalistisch. Zudem beschränkt sich Gerstenberg auf den emotionalen Höhepunkt, an dem Ugolino mit dem Tod seiner eigenen Kinder konfrontiert wird.
Die realistische Darstellung der Leidenschaft, Emotionen und Empfindungen der Charaktere, die Figuren selbst, stehen im Mittelpunkt des Dramas, nicht die Handlung im Sinne Aristoteles’.
Inhaltlich wird die Gegenwelt des Erzbischofs vollkommen weggelassen und höchstens in Reaktionen und Erinnerungen sprachlich vergegenwärtigt. Auch steht nicht die klassische Kollision der Interessen von Protagonist und Antagonist im Mittelpunkt der Geschichte, sondern die körperlichen und seelischen Qualen der Figuren, die geradezu zur Passivität gezwungen sind. Mit Francescos Ausbruchsversuch aus dem Kerker wird ein letztes Mal Kontakt mit der Außenwelt hergestellt und somit zum einzigen Mal in der Geschichte dramatische Spannung im herkömmlichen Sinne dargestellt.

## Unterschiede zu Dante
Die historischen Vorgänge der Geschichte liegen Dantes Ugolino-Episode in der Divina Commedia zu Grunde. Im Unterschied zu Dante sind es in Gerstenbergs Werk drei Söhne – Francesco, Anselmo und Gaddo – die mit ihrem Vater in den Turm gesperrt werden. Bei Dante wird Ugolino mit zwei Söhnen und zwei Enkeln eingekerkert. Ein weiterer Enkel namens Anselmo stirbt schon vor der Festnahme. Bei Gerstenberg heißt es: „Die Geschichte dieses Dramas ist aus dem Dante bekannt.“ Auch Dante setzte die Vorgeschichte voraus, da er Zeitzeuge der Ereignisse war und die Leser selbst damit vertraut waren.

## Textgeschichte
Dass Gerstenberg nie vor der Fertigstellung von seinen Werken sprach oder schrieb, zeigte sich beispielsweise auch in einem literarischen Briefwechsel mit Friedrich Nicolai aus der Entstehungszeit des Ugolino. Mit keinem Wort weist er hier auf sein Werk hin.
Gotthold Ephraim Lessing gefiel der von Gerstenberg gewählte Schluss der Geschichte nicht, da er meinte, Gerstenberg dürfe sich nicht so sehr an Dante orientieren. Das große Leiden der Figuren sei an sich ein dramatischer Fehler, so Lessing. Ebenso sei der unglückliche Ausgang viel zu früh und eindeutig zu erkennen.
Gerstenberg schrieb daraufhin die letzte Szene mehrfach um. In der Fassung von 1815 bringt sich Ugolino, dem Wahnsinn verfallen, selbst um.

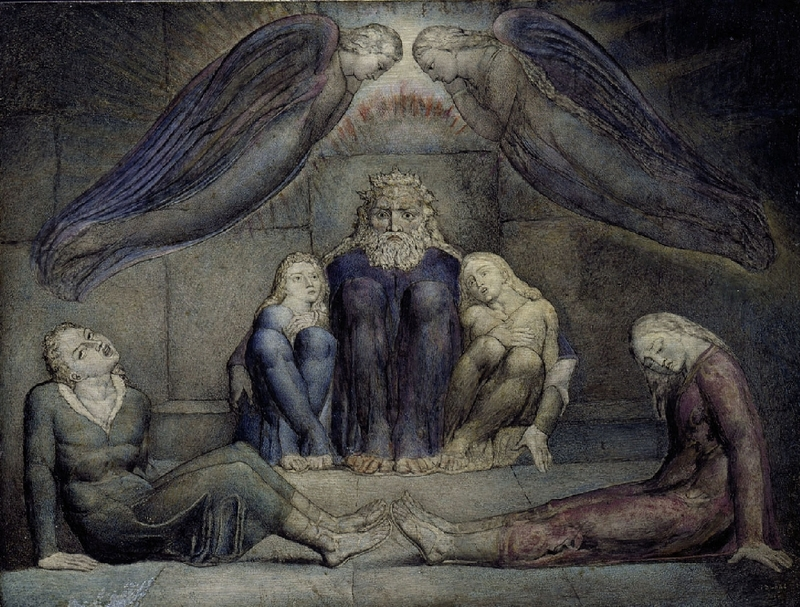
William Blake, Count Ugolino and his sons in prison, ca. 1826

## Verhältnis zu Shakespeare
Gerstenbergs Ugolino ist das erste deutsche Drama, dessen Entstehung ohne William Shakespeare, der von Gerstenberg regelrecht verehrt wurde, undenkbar wäre. Auch Johann Gottfried Herder schrieb von einem Gerstenberg, der ein großer Kenner des Briten war.

## Ausgaben (Auswahl)
- Gerstenberg, Heinrich Wilhelm von (1768): Ugolino. Eine Tragödie in fünf Aufzügen. Mit einem Anhang und einer Auswahl an theoretischen und kritischen Schriften. Stuttgart: Reclam. (Reclams Universal-Bibliothek Nr. 141) ISBN 3-15-000141-2.
- Gerstenberg, Heinrich Wilhelm von (1815): Ugolino. Eine Tragödie, in: Vermischte Schriften. Erster Band. Altona: J.F. Hammerich.